# Panscopus
Panscopus är ett släkte av skalbaggar. Panscopus ingår i familjen Erirhinidae.

## Dottertaxa tillPanscopus, i alfabetisk ordning[1]
- Panscopus abruptus
- Panscopus aequalis
- Panscopus alternatus
- Panscopus bakeri
- Panscopus bufo
- Panscopus carinatus
- Panscopus cinereus
- Panscopus convergens
- Panscopus costatus
- Panscopus dentipes
- Panscopus erinaceus
- Panscopus gemmatus
- Panscopus impressus
- Panscopus longus
- Panscopus maculosus
- Panscopus oregonensis
- Panscopus ovalis
- Panscopus ovatipennis
- Panscopus pallidus
- Panscopus rufinasus
- Panscopus rugicollis
- Panscopus schwarzi
- Panscopus squamifrons
- Panscopus squamosus
- Panscopus sulcirostris
- Panscopus thoracicus
- Panscopus torpidus
- Panscopus tricarinatus
- Panscopus verrucosus
- Panscopus vestitus
- Panscopus wickhami